# Контрады Сиены
Контра́да — округ или район итальянского города. Семнадцать контрад Сиены получили мировую известность благодаря устраиваемым ими скачкам Сиенский Палио. Каждая сиенская контрада носит имя животного или какого-то объекта, и у каждой имеется богатая история, геральдика и мифология.

## История

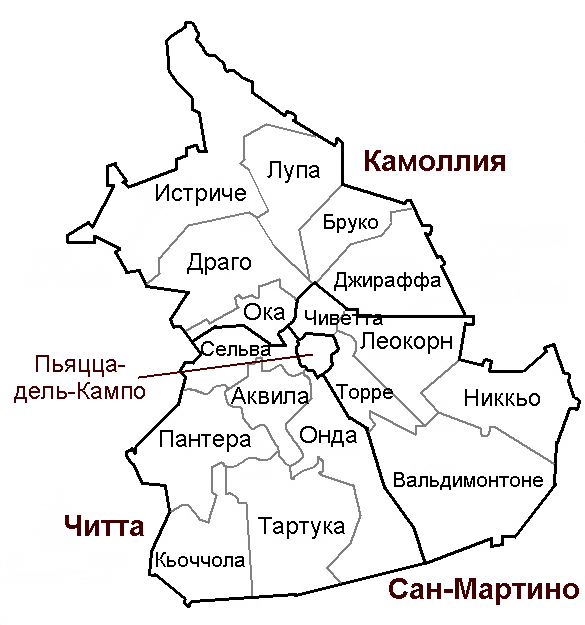
Контрады Сиены

Контрады сложились в Средние Века, и основной их задачей было снабжать продовольствием и пополнениями войска, которые Сиена нанимала для защиты или для борьбы с Флоренцией. Со временем военные функции отпали, а контрады стали не только административным, но и социальным образованием. Все значимые события в жизни сиенцев: рождения, свадьбы, похороны, праздники происходят внутри родной контрады как в большой семье. Свадьба не меняет принадлежность к контраде. Если женятся люди из разных контрад, то, обычно, родившиеся девочки принадлежат к контраде матери, а мальчики — к контраде отца.
У каждой контрады имеется свой музей, фонтан, площадь, крестильня, девиз, дружественная и соперничающая контрады. Чаще всего соперниками оказываются граничащие друг с другом контрады.
Изначально было 59 контрад, но со временем их число сократилось до 17.

## Контрады Сиены

### Aquila (Орёл)

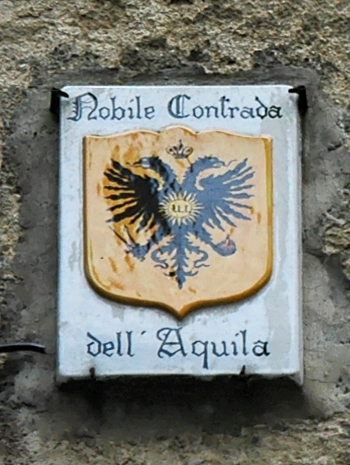

Aquila (Аквила) расположена на юго-запад от площади дель Кампо в центре города, и является «домашней» контрадой кафедрального собора. Традиционно обитатели этой контрады становились нотариусами.
Эта контрада одержала 28 победы в Палио, последняя победа была 3 июля 1992 года.
Символ контрады — чёрный двуглавый орёл, у которого в лапах держава, меч и скипетр. Цвет контрады жёлтый с синей и чёрной отделкой.
Контрада Орла одна из четырёх «благородных» контрад, титул «благородной» ей был пожалован императором Священной Римской Империи Карлом Пятым в благодарность за тёплый приём, оказанным ему контрадой в 1536 году.
В музее контрады хранится самый старый сохранившийся призовой вымпел палио, датирующийся 1719 годом.
Святым патроном Орла является Имя Девы, день святого отмечается 8 сентября.
Орёл дружит с Сычом и Драконом. Противник Орла — Пантера.

### Bruco (Гусеница)

Bruco (Бруко) расположена на север от площади дель Кампо. Ранее обитатели контрады занимались торговлей шёлком.
Символ контрады — коронованная гусеница, ползущая по розе. Цвета контрады зелёный и жёлтый с синей отделкой.
Гусеница одна из четырёх «благородных» контрад, она заслужила это в 1369 году за храбрость своих людей, проявленную в войне с Карлом Четвёртым, и укрепила в 1371, когда возглавила восстание в городе.
Святым покровителем является Богородица, а праздником — встреча Девы Марии и праведной Елизаветы, отмечаемая 2 июля.
Девиз контрады — «Моё имя звучит как революция!» ("Come rivoluzion suona il mio nome")
Гусеница находится в союзе с Дикобразом, Раковиной и Башней и официально не соперничает ни с одной контрадой, так как её вражда с соседней контрадой Жирафа окончилась.
Всего у контрады было 37 побед, последняя 16 августа 2008 года.

### Chiocciola (Улитка)

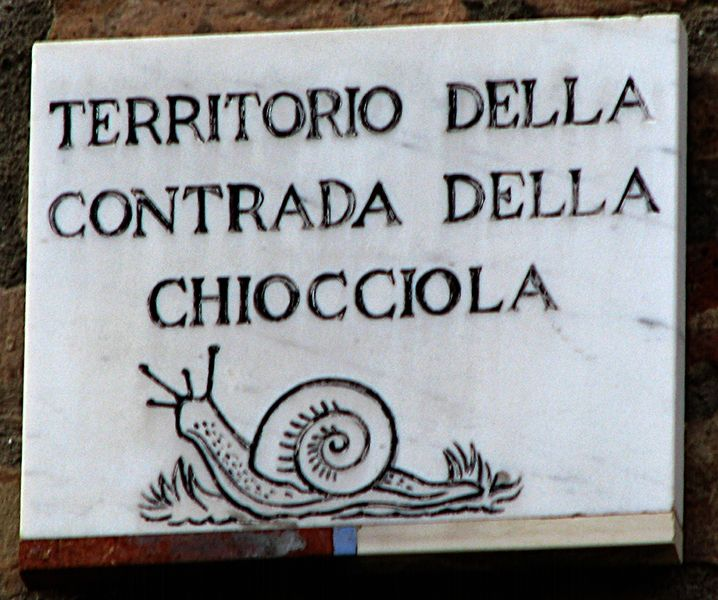

Chiocciola (Кьоччола) расположена на юго-западной окраине города. Обычно обитатели контрады занимались производством керамики. Большинство туристов, приезжающих на экскурсию в Сиену, заходят в город именно через эту контраду.
Символ контрады — улитка. Цвета — красный и жёлтые, отделанный синим. 
Улитка враждует с Черепахой. Союзниками Улитки являются Дикобраз, Пантера и Лес. 
Всего у контрады было 54 победы, последняя 16 августа 1999 года.

### Civetta (Сыч)

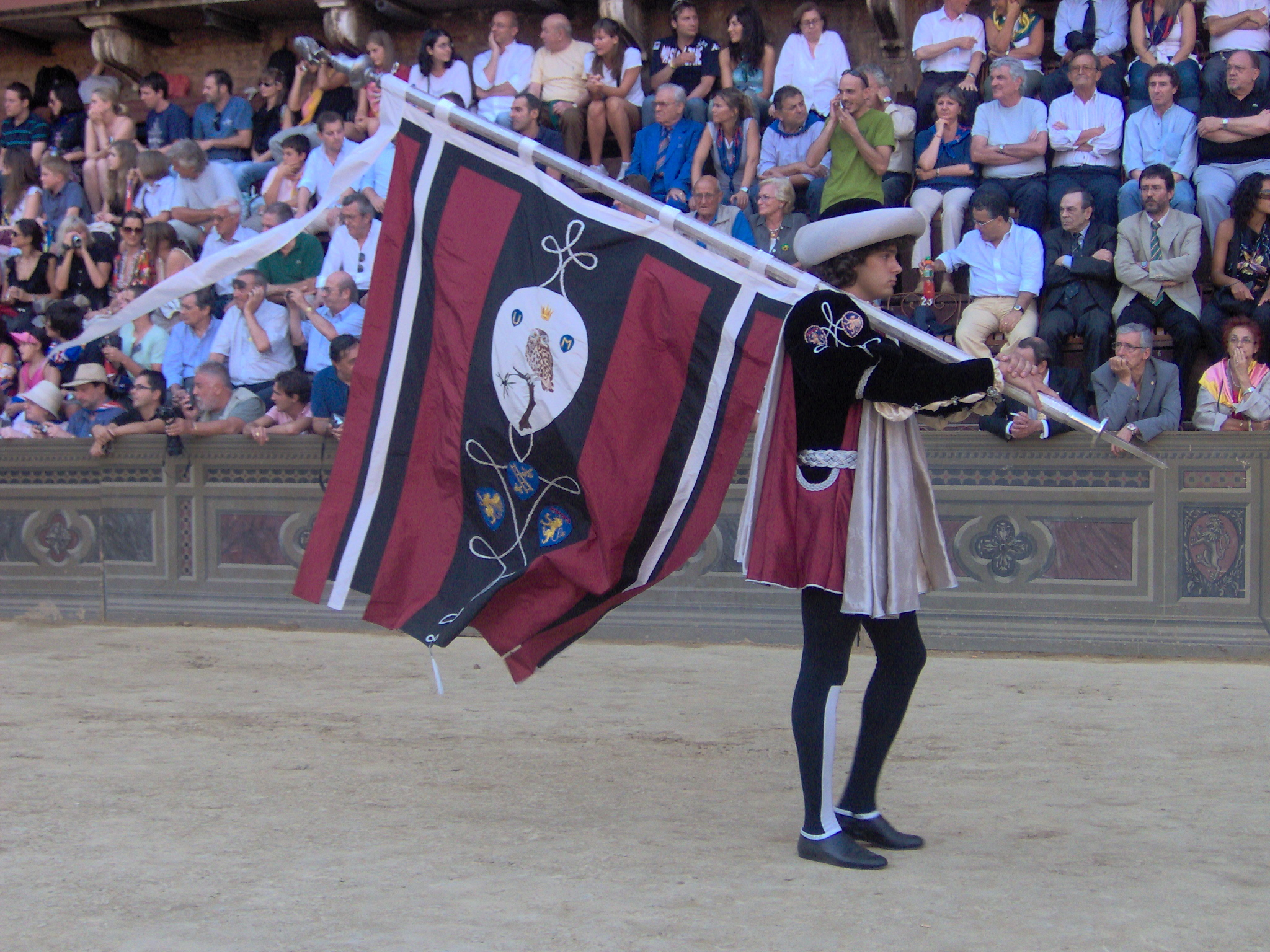

Civetta (Чиветта) расположена с севера от площади дель Кампо, в центре города. Традиционно в контраде жили сапожники.
Символ контрады — коронованный сыч, сидящий на ветке. Цвета контрады красный и чёрный с белыми полосами. 
Долгое время контрада Сыча носила прозвище Бабушки, так как более 30 лет не выигрывала Палио.
Дружественные контрады: Орёл, Дикобраз, Жираф, Пантера. Контрада-соперник: Единорог.
Всего у контрады было 37 побед, последняя 16 августа 2014 года.

### Drago (Дракон)
Drago (Драго) расположена к северо-западу от площади дель Кампо. Обычно её жители становились банковскими работниками.
Символ контрады — летящий золотой дракон, несущий стяг с буквой U на нём. Цвет розовый и зелёный, отделанные жёлтым.
Дружественная контрада — Орёл, официального соперника нет и никогда не было, хотя и возникали небольшие разногласия с Гусеницей, Волчицей и Лесом. 
Всего у контрады было 37 побед, последняя 2 июля 2014 года.

### Giraffa (Жираф)
Giraffa (Джираффа) — богатый район города, расположенный на северо-восток от площади дель Кампо. Традиционно в нём обитают маляры и художники.
Символ контрады — жираф, которого ведёт мавр, и лента с девизом "Umbertus I dedit" (Умберто Первый дал это). Цвета контрады белый и красный.
Жираф имеет титул «имперской» контрады. Он был пожалован Виктором Эммануилом Третьим в 1936 году за победу в Палио, посвящённом Итальянской империи в Восточной Африке.
Союзные контрады: Сыч, Дикобраз и Пантера. Официального соперника нет.
Всего у контрады было 41 победа, последняя 2 июля 2019 года.

### Istrice (Дикобраз)
Istrice (Истриче) занимает северо-западную окраину города. На территории контрады расположена церковь Святых Винченцо и Анастасия, в которой сохранились самые старые фрески в городе, а также место захоронения художника Пинтуриккьо.
Символ контрады — дикобраз. Её цвета красный, белый, синий и чёрный.
Дикобраз носит титул «суверенной» контрады. Этот титул был пожалован за размещение на территории контрады в течение XIV столетия штаб-квартиры Мальтийского ордена.
Девиз контрады: "Мы выпускаем колючки только для того, чтобы защититься"
Контрады-союзники: Гусеница, Сыч, Улитка и Жираф. Контрада-соперник: Волчица.
Всего у контрады было 42 победы, последняя 2 июля 2008 года.

### Leocorno (Единорог)
Leocorno (Леокорно) расположена на восток от площади дель Кампо. Традиционно обитатели контрады становились ювелирами.
Символ контрады — вздыбившийся единорог и девиз "Humberti regio gratia" («Королевство милостью Умберто»). Её цвета оранжевый и белый, окаймлённые синим.
Союзные контрады — Пантера и Черепаха. Противник — Сыч.
Всего у контрады было 32 победы, последняя 16 августа 2007 года.

### Lupa (Волчица)
Lupa (Лупа) расположена на севере города. Обычно обитатели контрады становились пекарями.
Символ контрады — волчица в древней короне, кормящая близнецов Ромула и Рема. Цвета контрады чёрный и белый, отделанные оранжевым. Символ происходит из легенды, согласно которой Сиена была основана Сением, сыном Рема.
В музее Волчицы выставлена фотография Джузеппе Гарибальди, которую он подарил контраде в честь победы в Палио в 1867 году.
Дружественных контрад нет, соперник — Дикобраз.
Всего у контрады было 35 побед, последняя 2 июля 2016 года.

### Nicchio (Ракушка)

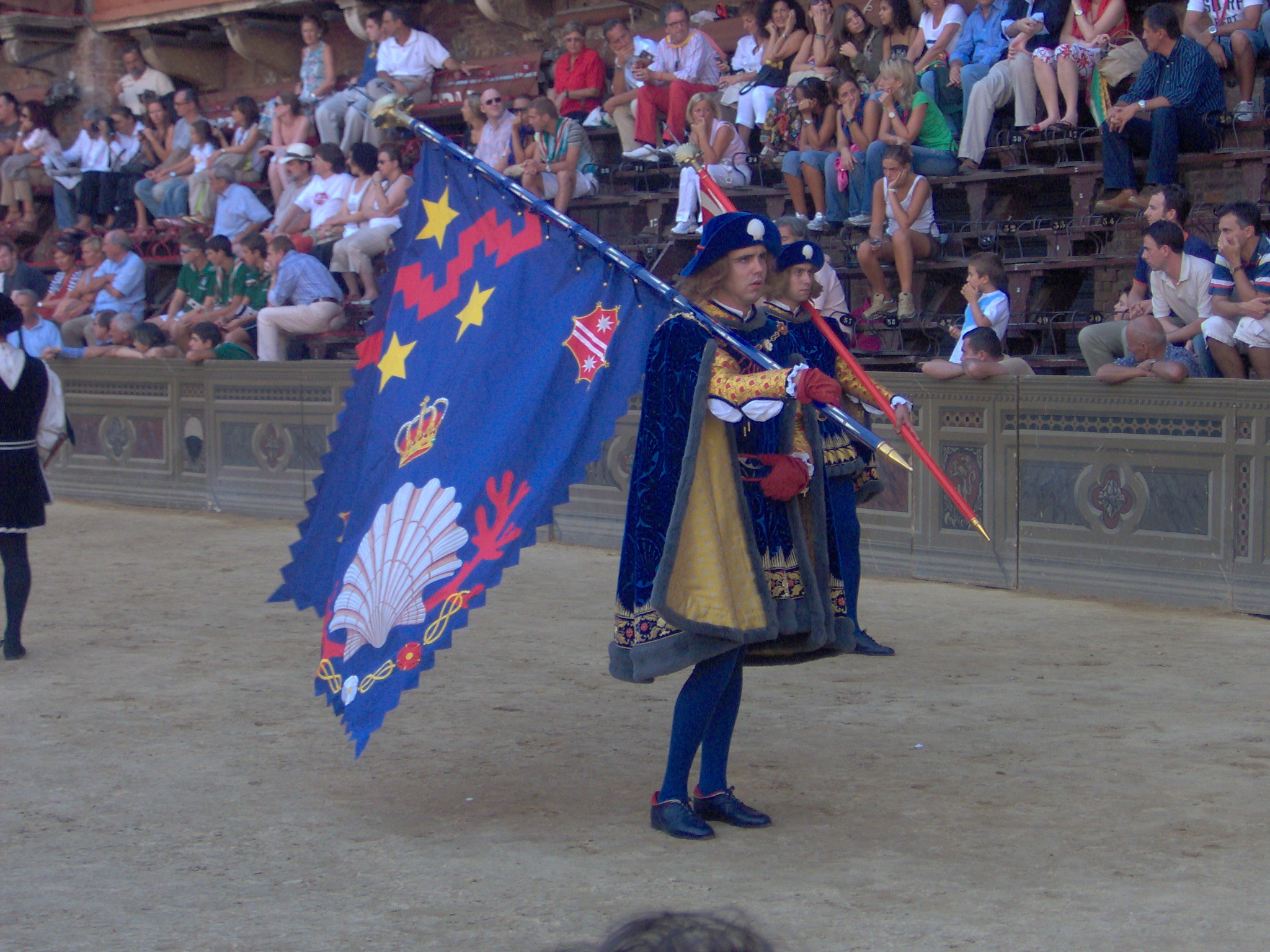

Nicchio (Никкьо) на дальней восточной оконечности города. Традиционно её население составляли гончары.
Символ контрады — коронованная раковина гребешка, охваченная двумя ветвями коралла. Её цвет синий с жёлтыми и красными узорами.
Ракушка — одна из четырёх «благородных» контрад, она заслужила титул во время битвы при Монтаперти во время войны с Флоренцией в 1260 году, когда солдаты контрады возглавили атаку на войска флорентийцев.
Союзные контрады: Гусеница, Волна и Черепаха. Соперник — Баран.
Всего у контрады было 47 побед, последняя 16 августа 1998 года.

### Oca (Гусь)

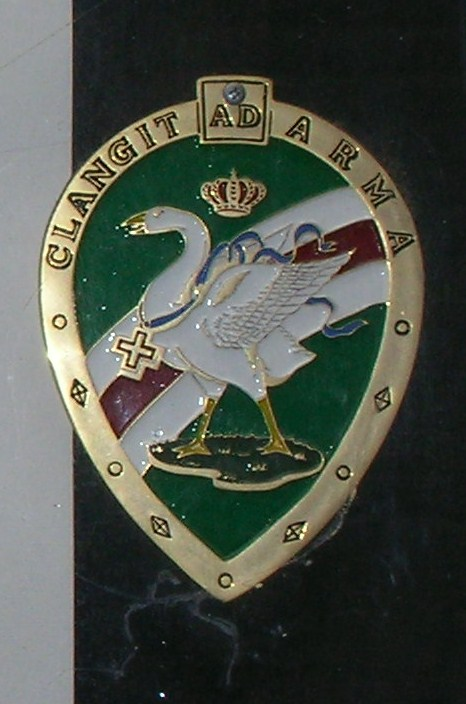

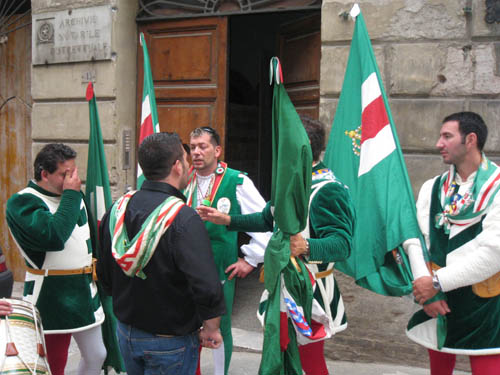
Шествие квартала Гуся, победители палио 2007, Сиена

Oca (Ока) расположена на запад от площади дель Кампо. Традиционно, обитатели контрады делали краски. 
Символ контрады — коронованный гусь, на шее которого синяя лента с савойским крестом. Её цвета зелёный и белый с красной отделкой.
Гусь — одна из четырёх «благородных» контрад. Этот титул был заслужен храбростью солдат контрады, проявленной во многих войнах, которые вела Сиенская Республика.
У контрады нет союзников, её соперник — Башня.
Всего у контрады было 66 побед, последняя 02 июля 2013 года.

### Onda (Волна)

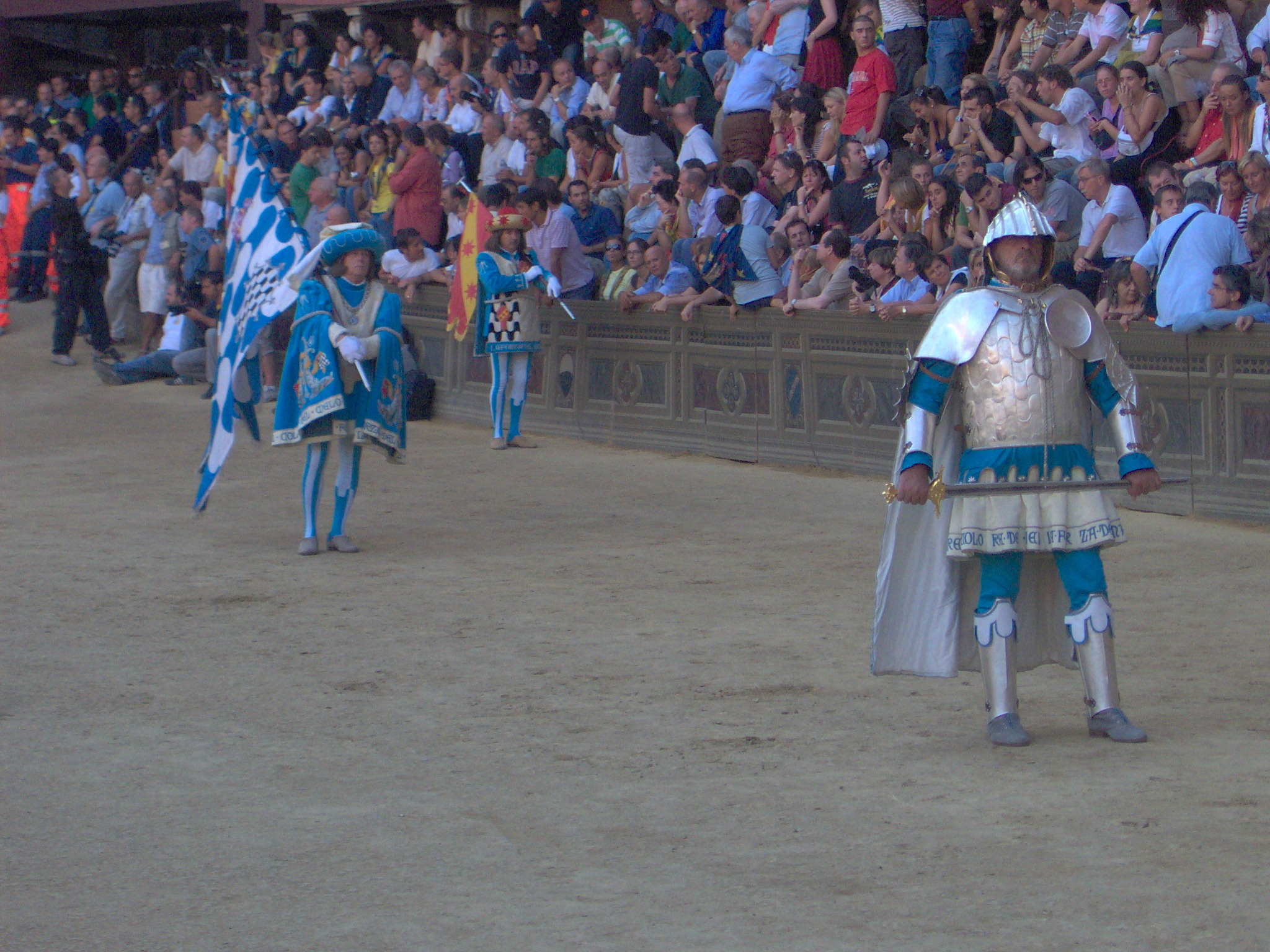

Onda (Онда) идёт на юг от площади дель Кампо. Традиционно её обитатели были плотниками.
Символ контрады — дельфин. Её цвета белый и голубой. Девиз контрады: «Цвет неба, сила моря» ("Il colore del cielo, la forza del mare").
Волна имеет титул капитанской контрады, потому что в прошлом её солдаты несли охрану Общественного Дворца (Палаццо Публико). Уроженцем этой контрады был известный итальянский скульптор Джованни Дюпре, в его честь названа главная улица Волны.
Дружественные контрады: Ракушка, Черепаха и Баран. Контрада-противник: Башня.
Всего у контрады было 45,5 победы, последняя 16 августа 2013 года.

### Pantera (Пантера)

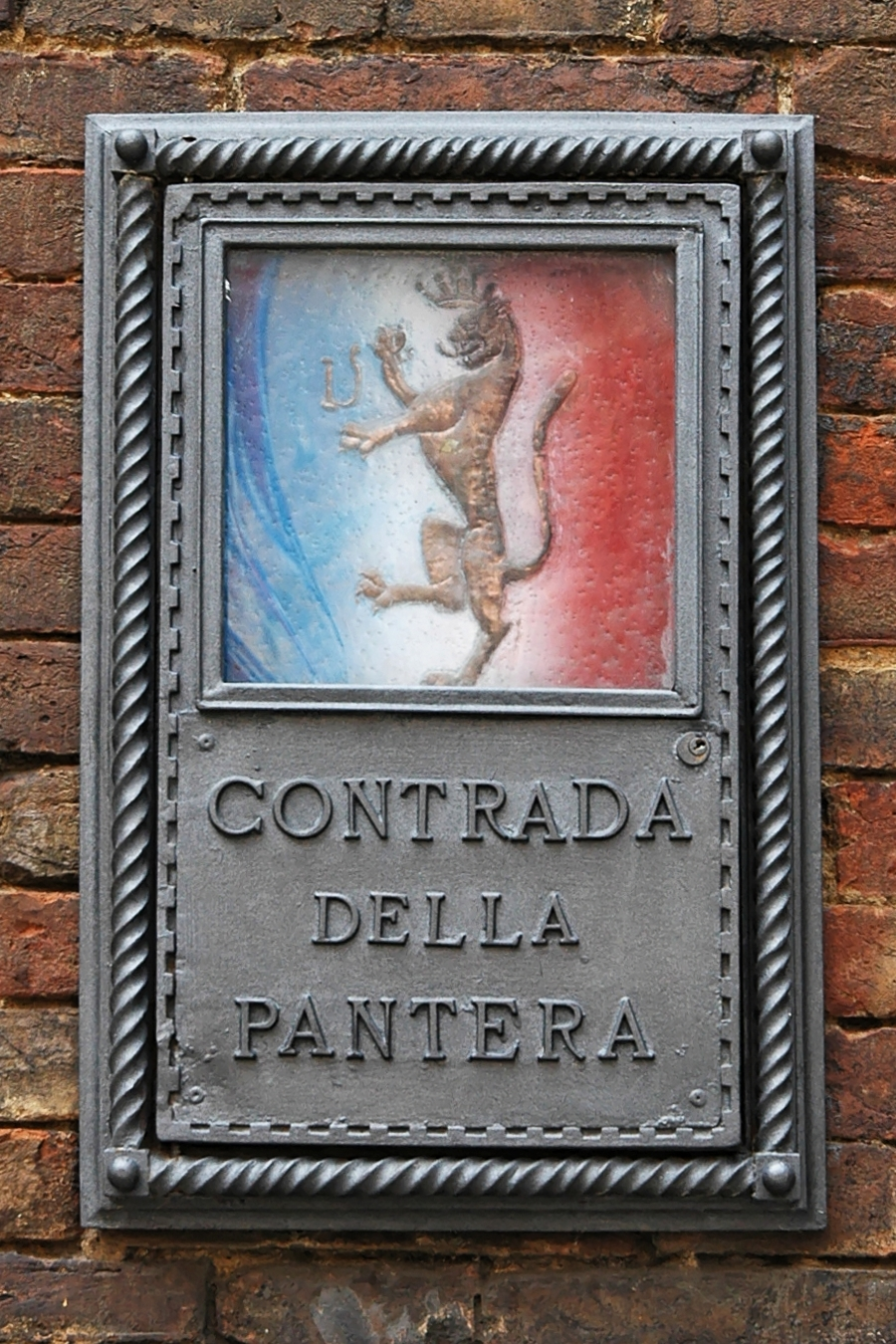

Pantera (Пантера) расположена на западной окраине города. Традиционно её обитатели были бакалейщиками и фармацевтами.
Символ контрады — вздыбившаяся пантера. Её цвета красный, синий и белый.
Союзные контрады: Улитка, Сыч, Жираф, Единорог. Соперник — Орёл.
Всего у контрады было 29 побед, последняя 2 июля 2006 года.

### Selva (Лес)

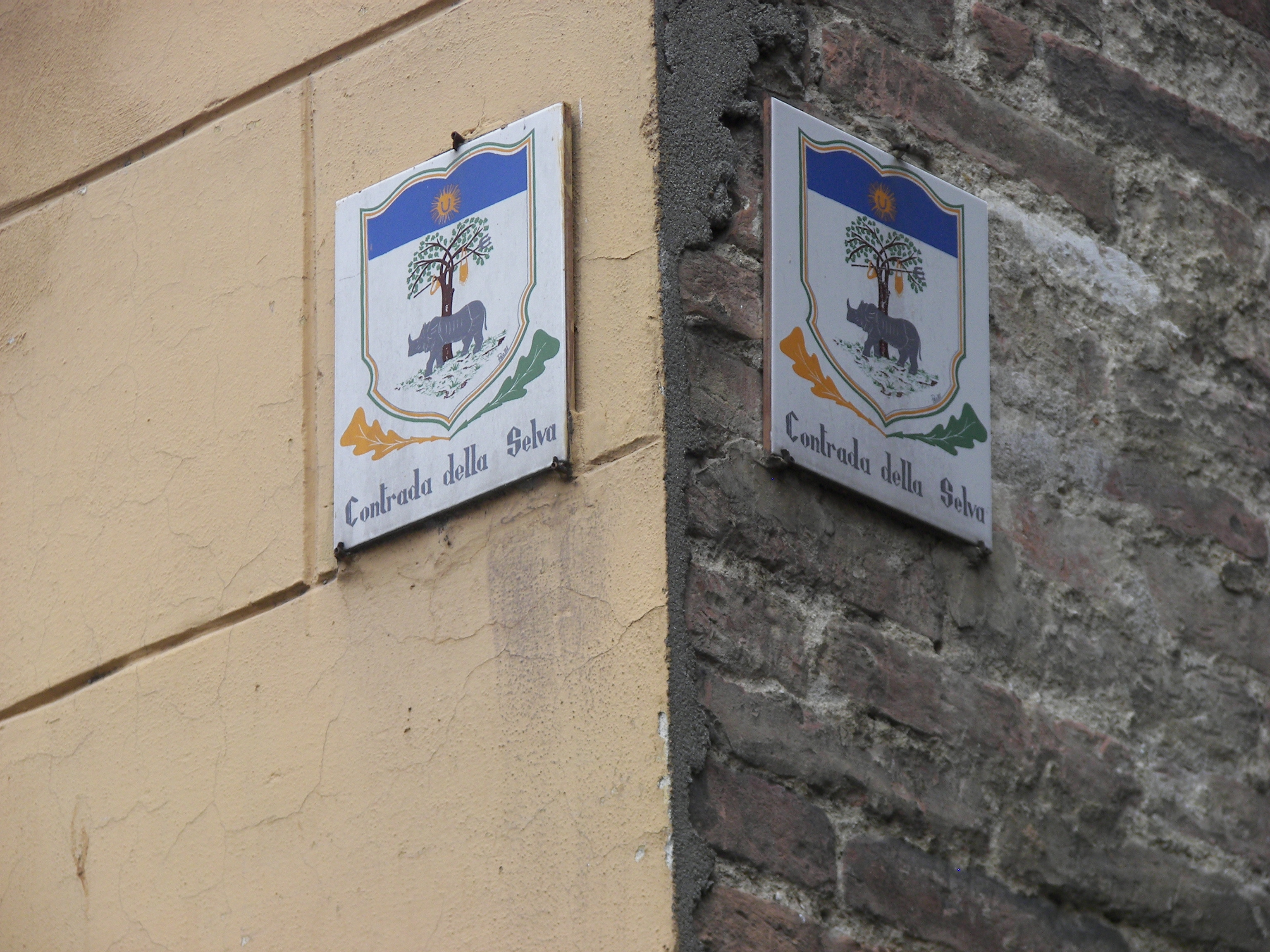

Selva (Сельва) идёт на запад от площади дель Кампо. Традиционно обитатели контрады были ткачами, но во времена, когда контрады воевали, имели также славу превосходных лучников.
Символ контрады — носорог, стоящий под дубом, на котором висит охотничье снаряжение. Её цвета зелёный и оранжевый с белой каймой.
Дружественные контрады: Улитка и Черепаха, официального соперника нет.
Всего у контрады было 44 победы, последняя 16 августа 2019 года.

### Tartuca (Черепаха)

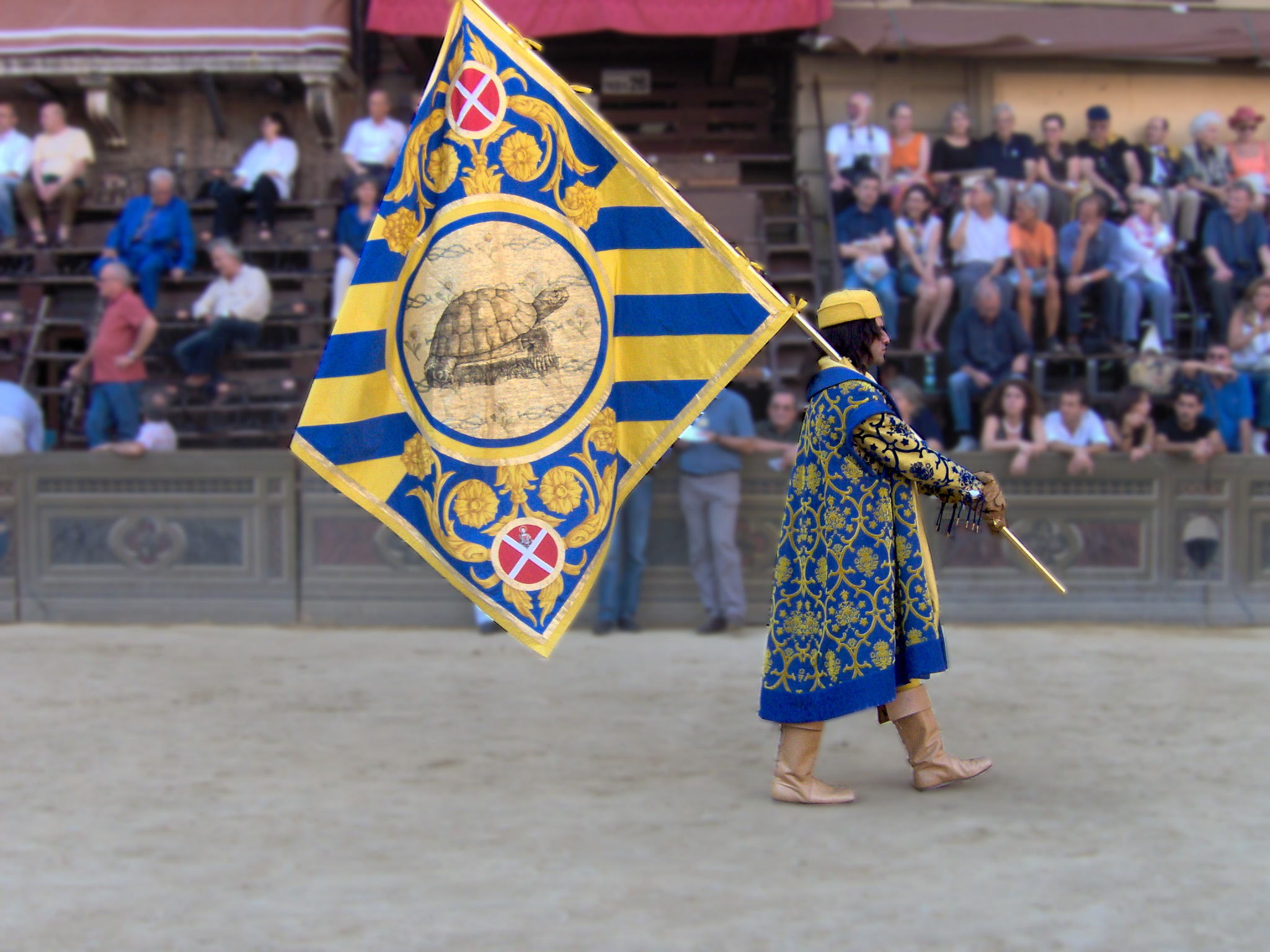

Tartuca (Тартука) расположена на южной окраине города. Традиционно населена скульпторами.
Символ контрады — греческая черепаха с савойскими узлами, перемежающимися маргаритками. Её цвета жёлтый и тёмно-синий.
Союзники: Единорог, Ракушка, Волна и Лес. Соперник: Улитка.
Всего у контрады было 54,5 победы, последняя 20 октября 2018 года.

### Torre (Башня)

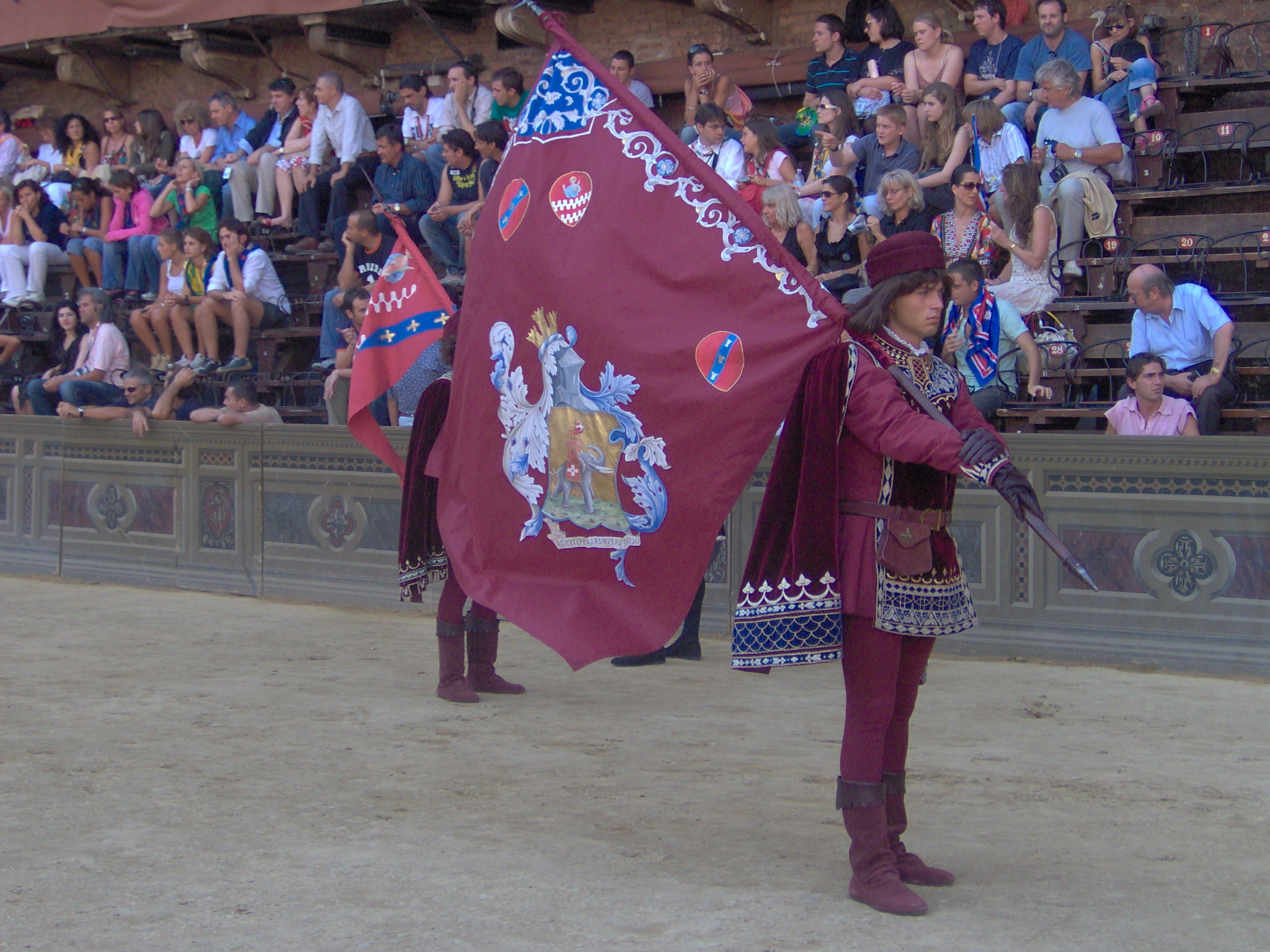

Torre (Торре) на юго-восток от площади дель Кампо в центре города и включает в себя сиенский еврейский квартал и синагогу. Традиционно там жили валяльщики шерсти.
Символ контрады — слон (изначальное имя контрады было Leofante, то есть Слон) с башней на спине. Её цвет малиновый, с белыми и синими полосами.
Союзная контрада — Гусеница. Башня является единственной контрадой, у которой есть сразу два соперника: Волна и Гусь.
Всего у контрады была 51 победа, последняя 02 июля 2015 года

### Valdimontone (Баран)
Valdimontone (Вальдимонтоне) расположена на юго-восточной окраине города, около Римских Ворот. Традиционно обитатели контрады были портными. Название контрады в буквальном переводе означает «Долина барана», но в обиходе название чаще всего сокращается до «Баран».
Символ контрады — коронованный вздыбившийся баран с синим щитом, буквой U в честь Умберто. Её цвета красный и жёлтый, с белой отделкой.
Союзник — Волна, противник — Ракушка.
Всего у контрады было 48 побед, последняя 16 августа 2012 года.